# Elezioni regionali in Francia del 2021
Le elezioni regionali in Francia del 2021 si sono tenute il 20 giugno (primo turno) e il 27 giugno (secondo turno) per il rinnovo dei consigli regionali delle 13 regioni della Francia metropolitana e delle 5 della Francia d'oltremare.

## Riepilogo

### Primo turno
Francia metropolitana
| Regione                     | PS e alleati   | EÉLV e alleati | LFI e alleati  | LR e alleati   | LREM e alleati | RN e alleati   | LO           | Voti validi |
| --------------------------- | -------------- | -------------- | -------------- | -------------- | -------------- | -------------- | ------------ | ----------- |
| Regione                     |                |                |                |                |                |                |              | Voti validi |
| Alvernia-Rodano-Alpi        | 195.389 11,40% | 247.542 14,45% | 95.305 5,56%   | 750.200 43,79% | 169.056 9,87%  | 211.216 12,33% | 26.866 1,57% | 1.713.273   |
| Borgogna-Franca Contea      | 173.393 26,52% | 67.618 10,34%  | 29.423 4,50%   | 137.596 21,04% | 76.457 11,69%  | 151.626 23,19% | 17.828 2,73% | 653.941     |
| Bretagna                    | 178.365 20,95% | 126.323 14,84% | 47.444 5,57%   | 138.541 16,27% | 132.231 15,53% | 121.452 14,27% | 19.207 2,26% | 851.259     |
| Centro-Valle della Loira    | 141.134 24,81% | 61.689 10,85%  | 61.689 10,85%  | 107.030 18,82% | 94.711 16,65%  | 126.487 22,24% | 14.556 2,56% | 568.778     |
| Corsica                     | N.D.           | 5.038 3,75%    | N.D.           | 33.431 24,86%  | 7.957 5,92%    | 5.378 4,00%    | N.D.         | 134.454     |
| Grand Est                   | 157.461 14,60% | 157.461 14,60% | 93.163 8,64%   | 335.947 31,15% | 116.121 10,77% | 227.774 21,12% | 28.090 2,60% | 1.078.371   |
| Alta Francia                | 252.623 18,99% | 252.623 18,99% | 252.623 18,99% | 550.760 41,39% | 121.565 9,14%  | 324.277 24,37% | 47.331 3,56% | 1.330.518   |
| Île-de-France               | 241.019 11,07% | 282.090 12,95% | 223.059 10,24% | 782.742 35,94% | 256.136 11,76% | 285.736 13,12% | 33.666 1,55% | 2.177.772   |
| Normandia                   | 138.646 18,37% | 138.646 18,37% | 72.776 9,64%   | 278.253 36,86% | 83.568 11,07%  | 149.941 19,86% | 23.732 3,14% | 754.886     |
| Nuova Aquitania             | 430.156 28,84% | 180.209 12,08% | 84.519 5,67%   | 185.832 12,46% | 204.467 13,71% | 271.545 18,21% | 25.996 1,74% | 1.491.556   |
| Occitania                   | 597.215 39,57% | 133.388 8,84%  | 76.380 5,06%   | 183.986 12,19% | 132.496 8,78%  | 341.260 22,61% | 26.720 1,77% | 1.509.153   |
| Paesi della Loira           | 132.644 16,31% | 152.094 18,70% | 152.094 18,70% | 278.921 %34,29 | 97.381 11,97%  | 101.922 12,53% | 21.404 2,63% | 813.317     |
| Provenza-Alpi-Costa Azzurra | 195.224 16,89% | 195.224 16,89% | N.D.           | 368.932 31,91% | 368.932 31,91% | 420.602 36,38% | 31.886 2,76% | 1.156.026   |

### Dati complessivi
Francia metropolitana
| Liste  | Liste                             | Voti       | %     | Seggi |
| ------ | --------------------------------- | ---------- | ----- | ----- |
|        | I Repubblicani e alleati          | 3 763 239  | 26,44 |       |
|        | Rassemblement National e alleati  | 2 739 216  | 19,25 |       |
|        | Partito Socialista e alleati      | 2 089 315  | 14,68 |       |
|        | La République En Marche e alleati | 1 492 146  | 10,48 |       |
|        | Europa Ecologia I Verdi e alleati | 1 294 831  | 9,10  |       |
|        | La France Insoumise e alleati     | 722 069    | 5,07  |       |
|        | PS - EÉLV e alleati               | 491 331    | 3,45  |       |
|        | LR - LREM e alleati               | 368 932    | 2,59  |       |
|        | PS - EÉLV - LFI e alleati         | 252 623    | 1,77  |       |
|        | EÉLV - LFI e alleati              | 213 783    | 1,50  |       |
|        | Lotta Operaia                     | 317 282    | 2,23  |       |
|        | Altri                             | 488 537    | 3,43  |       |
| Totale | Totale                            | 14 233 304 | 100   |       |

### Secondo turno
Francia metropolitana
| Regione                     | PS e alleati         | EÉLV e alleati       | LR e alleati     | LREM e alleati | RN e alleati   | Voti validi |
| --------------------------- | -------------------- | -------------------- | ---------------- | -------------- | -------------- | ----------- |
| Regione                     |                      |                      |                  |                |                | Voti validi |
| Alvernia-Rodano-Alpi        | N.D.                 | 586.192 33,65%       | 961.219 55,18%   | N.D.           | 194.628 11,17% | 1.742.039   |
| Borgogna-Franca Contea      | 289.925 42,20%       | N.D.                 | 166.448 24,23%   | 67.220 9,79%   | 163.364 23,78% | 686.957     |
| Bretagna                    | 260.918 29,84%       | 176.767 20,22%       | 192.127 21,98%   | 128.915 14,75% | 115.541 13,22% | 874.268     |
| Centro-Valle della Loira    | 225.697 39,15%       | N.D.                 | 130.306 22,61%   | 92.259 16,00%  | 128.183 22,24% | 576.445     |
| Corsica                     | N.D.                 | N.D.                 | 43.769 32,02%    | N.D.           | N.D.           | 136.683     |
| Grand Est                   | 234.450 21,22%       | 234.450 21,22%       | 445.189 40,30%   | 134.413 12,17% | 290.554 26,30% | 1.104.606   |
| Alta Francia                | 297.395 21,98%       | 297.395 21,98%       | 708.518 52,37%   | N.D.           | 346.918 25,64% | 1.352.831   |
| Île-de-France               | N.D.                 | 789.678 33,68%       | 1.076.826 45,92% | 225.484 9,62%  | 253.001 10,79% | 2.344.989   |
| Normandia                   | 196.893 26,18%       | 196.893 26,18%       | 332.889 44,26%   | 75.511 10,04%  | 146.838 19,52% | 752.131     |
| Nuova Aquitania             | 598.193 39,51%       | 214.768 14,19%       | 214.858 14,19%   | 196.894 13,01% | 289.258 19,11% | 1.513.971   |
| Occitania                   | 882.146 57,78%       | N.D.                 | 278.259 18,22%   | N.D.           | 366.450 24,00% | 1.526.855   |
| Paesi della Loira           | Candidatura ritirata | 294.727 34,87%       | 392.645 46,45%   | 69.339 8,20%   | 88.596 10,48%  | 845.307     |
| Provenza-Alpi-Costa Azzurra | Candidatura ritirata | Candidatura ritirata | 704.428 57,30%   | 704.428 57,30% | 524.881 42,70% | 1.229.309   |

### Dati complessivi
Francia metropolitana
| Liste  | Liste                             | Voti       | %     | Seggi |
| ------ | --------------------------------- | ---------- | ----- | ----- |
|        | I Repubblicani e alleati          | 4 943 053  | 33,66 |       |
|        | Rassemblement National e alleati  | 2 908 212  | 19,80 |       |
|        | Partito Socialista e alleati      | 2 256 879  | 15,37 |       |
|        | Europa Ecologia I Verdi e alleati | 2 062 132  | 14,04 |       |
|        | La République En Marche e alleati | 990 035    | 6,74  |       |
|        | PS - EÉLV e alleati               | 728 738    | 4,96  |       |
|        | LR - LREM e alleati               | 704 428    | 4,80  |       |
|        | Regionalisti (Corsica)            | 92 914     | 0,63  |       |
| Totale | Totale                            | 14 686 391 | 100   |       |

### Tendenza politica («nuance»)
La tendenza politica («nuance») è ascritta d'ufficio dal ministero dell'interno sulla base dell'appartenenza dichiarata o presunta dei candidati.
Di seguito l'elenco delle sigle utilizzate in occasione della tornata elettorale.
- LUD: Liste d'union à droite (LR - UDI - LC - LMR)
- LECO: Liste écologiste (EÉLV - G.s - GÉ)
- LUC: Liste d'union au centre (LREM - MoDem - Agir - TdP)
- LUG: Liste d'union à gauche (PS - PRG - PCF - LFI)
- LUGE: Liste d'union à gauche avec des écologistes
- LUCD: Liste d'union au centre et à droite
- LDSV: Liste de droite souverainiste

- LDVG: Liste divers gauche
- LDVD: Liste divers droite
- LDVC: Liste divers centre
- LEXG: Liste d'extrême gauche (LO)
- LEXD: Liste d'extrême droite
- LREG: Liste régionaliste
- LDIV: Liste divers

- LREM: Liste de La République en marche (LREM)
- LRN: Liste du Rassemblement National (RN)
- LLR: Liste des Républicains (LR)
- LFI: Liste de La France insoumise (LFI)
- LCOM: Liste du Parti communiste français (PCF)
- LSOC: Liste du Parti socialiste (PS)
- LMDM: Liste du Mouvement démocrate (MoDem)

## Riepilogo per regione
Francia metropolitana
Alvernia-Rodano-Alpi

| Capilista              | Nuance | Partiti                                    | Primo turno | Primo turno | Secondo turno | Secondo turno | Seggi |
| Capilista              | Nuance | Partiti                                    | Voti        | %           | Voti          | %             | Seggi |
| ---------------------- | ------ | ------------------------------------------ | ----------- | ----------- | ------------- | ------------- | ----- |
| Laurent Wauquiez       | LUD    | LR - UDI - LC - LMR - SL - VIA             | 750.200     | 43,79       | 961.219       | 55,18         | 136   |
| Fabienne Grébert       | LECO   | EÉLV - G.s - GÉ - MdP - PP - ND - MRS - AE | 247.542     | 14,45       | 586.192       | 33,65         | 51    |
| Andréa Kotarac         | LRN    | RN - LDP - PL                              | 211.216     | 12,33       | 194.628       | 11,17         | 17    |
| Najat Vallaud-Belkacem | LUG    | PS - PRG - GRS - CÉ                        | 195.389     | 11,40       |               |               |       |
| Bruno Bonnell          | LUC    | LREM - MoDem - Agir - TdP - MR - EC        | 169.056     | 9,87        |               |               |       |
| Cécile Cukierman       | LUG    | LFI - PCF - E! - GC                        | 95.305      | 5,56        |               |               |       |
| Chantal Gomez          | LEXG   | LO                                         | 26.866      | 1,57        |               |               |       |
| Shella Gill            | LDIV   | -                                          | 11.620      | 0,68        |               |               |       |
| Farid Omeir            | LDIV   | UDMF                                       | 6.079       | 0,35        |               |               |       |
| Totale                 | Totale | Totale                                     | 1.713.273   |             | 1.742.039     |               | 204   |

Borgogna-Franca Contea

| Capilista         | Nuance | Partiti                                     | Primo turno | Primo turno | Secondo turno | Secondo turno | Seggi |
| Capilista         | Nuance | Partiti                                     | Voti        | %           | Voti          | %             | Seggi |
| ----------------- | ------ | ------------------------------------------- | ----------- | ----------- | ------------- | ------------- | ----- |
| Marie-Guite Dufay | LDVG   | PS - PRG - PCF                              | 173.393     | 26,52       | 289.925       | 42,20         | 57    |
| Gilles Platret    | LLR    | LR - UDI - LC - LMR - SL - DLF - MEI        | 137.596     | 21,04       | 166.448       | 24,23         | 18    |
| Julien Odoul      | LRN    | RN - LDP - PL - LAF                         | 151.626     | 23,19       | 163.364       | 23,78         | 18    |
| Denis Thuriot     | LREM   | LREM - MoDem - Agir - TdP                   | 76.457      | 11,69       | 67.220        | 9,79          | 7     |
| Stéphanie Modde   | LECO   | EÉLV - CÉ - GÉ                              | 67.618      | 10,34       |               |               |       |
| Bastien Faudot    | LUG    | LFI - GRS - ND - PP - GDS - E! - G.s - LRDG | 29.423      | 4,50        |               |               |       |
| Claire Rocher     | LEXG   | LO                                          | 17.828      | 2,73        |               |               |       |
| Totale            | Totale | Totale                                      | 653.941     |             | 686.957       |               | 100   |

Bretagna

| Capilista                | Nuance | Partiti                                | Primo turno | Primo turno | Secondo turno | Secondo turno | Seggi |
| Capilista                | Nuance | Partiti                                | Voti        | %           | Voti          | %             | Seggi |
| ------------------------ | ------ | -------------------------------------- | ----------- | ----------- | ------------- | ------------- | ----- |
| Loïg Chesnais-Girard     | LUG    | PS - PRG - PCF - MR - CÉ               | 178.365     | 20,95       | 260.918       | 29,84         | 40    |
| Isabelle Le Callennec    | LLR    | LR - LC - LMR - SL                     | 138.541     | 16,27       | 192.127       | 21,98         | 14    |
| Claire Desmares-Poirrier | LUGE   | EÉLV - UDB - GÉ - ND - G.s             | 126.323     | 14,84       | 176.767       | 20,22         | 12    |
| Thierry Burlot           | LUC    | LREM - MoDem - Agir - TdP - UDI - Volt | 132.231     | 15,53       | 128.915       | 14,75         | 9     |
| Gilles Pennelle          | LRN    | RN - LDP - PL - LAF                    | 121.452     | 14,27       | 115.541       | 13,22         | 8     |
| Daniel Cueff             | LECO   | BMV                                    | 55.513      | 6,52        |               |               |       |
| Pierre-Yves Cadalen      | LFI    | LFI - PG - GRS                         | 47.444      | 5,57        |               |               |       |
| Valérie Hamon            | LEXG   | LO                                     | 19.207      | 2,26        |               |               |       |
| Joannic Martin           | LREG   | PB                                     | 13.193      | 1,55        |               |               |       |
| David Cabas              | LDSV   | DLF                                    | 11.918      | 1,40        |               |               |       |
| Christophe Daviet        | LDIV   | -                                      | 4.198       | 0,49        |               |               |       |
| Yves Chauvel             | LDSV   | VPF                                    | 1.844       | 0,22        |               |               |       |
| Kamel Elahiar            | LDIV   | UDMF                                   | 1.030       | 0,12        |               |               |       |
| Totale                   | Totale | Totale                                 | 851.259     |             | 874.268       |               | 83    |

Centro-Valle della Loira

| Capilista          | Nuance | Partiti                                            | Primo turno | Primo turno | Secondo turno | Secondo turno | Seggi |
| Capilista          | Nuance | Partiti                                            | Voti        | %           | Voti          | %             | Seggi |
| ------------------ | ------ | -------------------------------------------------- | ----------- | ----------- | ------------- | ------------- | ----- |
| François Bonneau   | LUG    | PS - PRG - PCF - MR                                | 141.134     | 24,81       | 225.697       | 39,15         | 42    |
| Nicolas Forissier  | LUCD   | LR - UDI - LMR                                     | 107.030     | 18,82       | 130.306       | 22,61         | 13    |
| Aleksandar Nikolic | LRN    | RN - CNIP - LDP - LAF                              | 126.487     | 22,24       | 128.183       | 22,24         | 13    |
| Marc Fesneau       | LUC    | LREM - MoDem - Agir - TdP - LC                     | 94.711      | 16,65       | 92.259        | 16,00         | 9     |
| Charles Fournier   | LUGE   | EÉLV - LFI - G.s - ND - GÉ - E! - LRDG - AE - ANLD | 61.689      | 10,85       |               |               |       |
| Jérémy Clément     | LDVG   | ECO                                                | 23.171      | 4,07        |               |               |       |
| Farida Megdoud     | LEXG   | LO                                                 | 14.556      | 2,56        |               |               |       |
| Totale             | Totale | Totale                                             | 568.778     |             | 576.445       |               | 77    |

Corsica

| Capilista                | Nuance | Partiti              | Primo turno | Primo turno | Secondo turno | Secondo turno | Seggi |
| Capilista                | Nuance | Partiti              | Voti        | %           | Voti          | %             | Seggi |
| ------------------------ | ------ | -------------------- | ----------- | ----------- | ------------- | ------------- | ----- |
| Gilles Simeoni           | LREG   | FC                   | 39.246      | 29,19       | 55.548        | 40,64         | 32    |
| Laurent Marcangeli       | LDVD   | LR - UDI - CCB       | 33.431      | 24,86       | 43.769        | 32,02         | 17    |
| Jean-Christophe Angelini | LREG   | PNC                  | 17.772      | 13,22       | 20.604        | 15,07         | 8     |
| Paul-Félix Benedetti     | LREG   | Rinnovu              | 11.282      | 8,39        | 16.762        | 12,26         | 6     |
| Jean-Guy Talamoni        | LREG   | CL                   | 9.280       | 6,90        |               |               |       |
| Jean-Charles Orsucci     | LDVG   | LREM - TdP           | 7.957       | 5,92        |               |               |       |
| François Filoni          | LRN    | RN                   | 5.378       | 4,00        |               |               |       |
| Agnès Simonpietri        | LECO   | EÉLV - G.s - GÉ - ND | 5.038       | 3,75        |               |               |       |
| Michel Stefani           | LCOM   | PCF                  | 4.279       | 3,18        |               |               |       |
| Jean-Antoine Giacomi     | LEXD   | FN                   | 791         | 0,59        |               |               |       |
| Totale                   | Totale | Totale               | 134.454     |             | 136.683       |               | 63    |

Grand Est

| Capilista          | Nuance | Partiti                              | Primo turno | Primo turno | Secondo turno | Secondo turno | Seggi |
| Capilista          | Nuance | Partiti                              | Voti        | %           | Voti          | %             | Seggi |
| ------------------ | ------ | ------------------------------------ | ----------- | ----------- | ------------- | ------------- | ----- |
| Jean Rottner       | LUCD   | LR - UDI - LC - LMR - URL            | 335.947     | 31,15       | 445.189       | 40,30         | 94    |
| Laurent Jacobelli  | LRN    | RN - CNIP - DR - LDP - PL - LAF      | 227.774     | 21,12       | 290.554       | 26,30         | 33    |
| Éliane Romani      | LUGE   | EÉLV - PS - PCF - CÉ - GÉ - MdP - ND | 157.461     | 14,60       | 234.450       | 21,22         | 27    |
| Brigitte Klinkert  | LDVC   | LREM - MoDem - Agir - TdP            | 116.121     | 10,77       | 134.413       | 12,17         | 15    |
| Aurélie Filippetti | LUG    | LFI - G.s - PRG - LND - PP - AE      | 93.163      | 8,64        |               |               |       |
| Florian Philippot  | LDSV   | LP - VIA                             | 74.980      | 6,95        |               |               |       |
| Martin Meyer       | LREG   | UL                                   | 39.567      | 3,67        |               |               |       |
| Louise Fève        | LEXG   | LO                                   | 28.090      | 2,60        |               |               |       |
| Adil Tyane         | LDIV   | UDMF                                 | 5.268       | 0,49        |               |               |       |
| Totale             | Totale | Totale                               | 1.078.371   |             | 1.104.606     |               | 169   |

Alta Francia

| Capilista             | Nuance | Partiti                                            | Primo turno | Primo turno | Secondo turno | Secondo turno | Seggi |
| Capilista             | Nuance | Partiti                                            | Voti        | %           | Voti          | %             | Seggi |
| --------------------- | ------ | -------------------------------------------------- | ----------- | ----------- | ------------- | ------------- | ----- |
| Xavier Bertrand       | LUD    | LR - UDI - LC - LMR - MR                           | 550.760     | 41,39       | 708.518       | 52,37         | 110   |
| Sébastien Chenu       | LRN    | RN - LDP - CNIP - PL - LAF                         | 324.277     | 24,37       | 346.918       | 25,64         | 32    |
| Karima Delli          | LUGE   | EÉLV - PS - LFI - G.s - GÉ - PCF - PRG - PP - LRDG | 252.623     | 18,99       | 297.395       | 21,98         | 28    |
| Laurent Pietraszewski | LUC    | LREM - MoDem - Agir - TdP - MEI - EC               | 121.565     | 9,14        |               |               |       |
| Éric Pecqueur         | LEXG   | LO                                                 | 47.331      | 3,56        |               |               |       |
| José Evrard           | LDSV   | DLF                                                | 27.206      | 2,04        |               |               |       |
| Audric Alexandre      | LDIV   | PACE - AE - NC - Volt                              | 6.756       | 0,51        |               |               |       |
| Totale                | Totale | Totale                                             | 1.330.518   |             | 1.352.831     |               | 170   |

Île-de-France

| Capilista            | Nuance | Partiti                              | Primo turno | Primo turno | Secondo turno | Secondo turno | Seggi |
| Capilista            | Nuance | Partiti                              | Voti        | %           | Voti          | %             | Seggi |
| -------------------- | ------ | ------------------------------------ | ----------- | ----------- | ------------- | ------------- | ----- |
| Valérie Pécresse     | LUD    | LR - UDI - SL - MR                   | 782.742     | 35,94       | 1.076.826     | 45,92         | 125   |
| Julien Bayou         | LECO   | EÉLV - G.s - GÉ - CÉ - MdP - ND      | 282.090     | 12,95       | 789.678       | 33,68         | 53    |
| Jordan Bardella      | LRN    | RN - LDP - PL                        | 285.736     | 13,12       | 253.001       | 10,79         | 16    |
| Laurent Saint-Martin | LUC    | LREM - MoDem - Agir                  | 256.136     | 11,76       | 225.484       | 9,62          | 15    |
| Audrey Pulvar        | LUG    | PS - PRG - PP - GRS - AE - ES        | 241.019     | 11,07       |               |               |       |
| Clémentine Autain    | LUG    | LFI - PCF - PG - PA - E! - GDS - R&S | 223.059     | 10,24       |               |               |       |
| Victor Pailhac       | LECO   | REV - MHAN - MCPA                    | 40.430      | 1,86        |               |               |       |
| Nathalie Arthaud     | LEXG   | LO                                   | 33.666      | 1,55        |               |               |       |
| Éric Berlingen       | LDIV   | UDMF                                 | 14.313      | 0,66        |               |               |       |
| Lionel Brot          | LDIV   | -                                    | 12.974      | 0,60        |               |               |       |
| Fabiola Conti        | LDIV   | Volt - NC - PACE - ANLD              | 5.607       | 0,26        |               |               |       |
| Totale               | Totale | Totale                               | 2.177.772   |             | 2.344.989     |               | 209   |

Normandia

| Capilista          | Nuance | Partiti                                          | Primo turno | Primo turno | Secondo turno | Secondo turno | Seggi |
| Capilista          | Nuance | Partiti                                          | Voti        | %           | Voti          | %             | Seggi |
| ------------------ | ------ | ------------------------------------------------ | ----------- | ----------- | ------------- | ------------- | ----- |
| Hervé Morin        | LUCD   | LR - LC - LMR - SL - MR                          | 278.253     | 36,86       | 332.889       | 44,26         | 60    |
| Mélanie Boulanger  | LUGE   | PS - EÉLV - G.s - GÉ - CÉ - PP - ND - GRS - LRDG | 138.646     | 18,37       | 196.893       | 26,18         | 20    |
| Nicolas Bay        | LRN    | RN - LDP - PL - LAF                              | 149.941     | 19,86       | 146.838       | 19,52         | 15    |
| Laurent Bonnaterre | LUC    | LREM - MoDem - Agir - TdP                        | 83.568      | 11,07       | 75.511        | 10,04         | 7     |
| Sébastien Jumel    | LUC    | LFI - PCF - PG - PRG                             | 72.776      | 9,64        |               |               |       |
| Pascal Le Manach   | LEXG   | LO                                               | 23.732      | 3,14        |               |               |       |
| Stéphanie Kerbarh  | LDIV   | -                                                | 7.970       | 1,06        |               |               |       |
| Totale             | Totale | Totale                                           | 754.886     |             | 752.131       |               | 102   |

Nuova Aquitania

| Capilista              | Nuance | Partiti                         | Primo turno | Primo turno | Secondo turno | Secondo turno | Seggi |
| Capilista              | Nuance | Partiti                         | Voti        | %           | Voti          | %             | Seggi |
| ---------------------- | ------ | ------------------------------- | ----------- | ----------- | ------------- | ------------- | ----- |
| Alain Rousset          | LUG    | PS - PRG - PCF - PP             | 430.156     | 28,84       | 598.193       | 39,51         | 101   |
| Edwige Diaz            | LRN    | RN - LDP - PL - LAF             | 271.545     | 18,21       | 289.258       | 19,11         | 26    |
| Nicolas Florian        | LLR    | LR - LC                         | 185.832     | 12,46       | 214.858       | 14,19         | 19    |
| Nicolas Thierry        | LECO   | EÉLV - G.s - GÉ - CÉ - GRS - PA | 180.209     | 12,08       | 214.768       | 14,19         | 19    |
| Geneviève Darrieussecq | LUC    | LREM - MoDem - Agir - UDI - MR  | 204.467     | 13,71       | 196.894       | 13,01         | 18    |
| Eddie Puyjalon         | LDVD   | LMR - RES                       | 108.832     | 7,30        |               |               |       |
| Clémence Guetté        | LEXG   | LFI - NPA                       | 84.519      | 5,67        |               |               |       |
| Guillaume Perchet      | LEXG   | LO                              | 25.996      | 1,74        |               |               |       |
| Totale                 | Totale | Totale                          | 1.491.556   |             | 1.513.971     |               | 183   |

Occitania

| Capilista             | Nuance | Partiti                                     | Primo turno | Primo turno | Secondo turno | Secondo turno | Seggi |
| Capilista             | Nuance | Partiti                                     | Voti        | %           | Voti          | %             | Seggi |
| --------------------- | ------ | ------------------------------------------- | ----------- | ----------- | ------------- | ------------- | ----- |
| Carole Delga          | LUGE   | PS - PRG - PCF - PP - GRS - OÉ              | 597.215     | 39,57       | 882.146       | 57,78         | 109   |
| Jean-Paul Garraud     | LRN    | RN - LDP - PL - LAF                         | 341.260     | 22,61       | 366.450       | 24,00         | 28    |
| Aurélien Pradié       | LUD    | LR - UDI - LC - LMR                         | 183.986     | 12,19       | 278.259       | 18,22         | 21    |
| Antoine Maurice       | LECO   | EÉLV - G.s - GÉ - CÉ - PA - RPS - MEI - POC | 133.388     | 8,84        |               |               |       |
| Vincent Terrail-Novès | LUC    | LREM - MoDem - Agir - TdP - MR              | 132.496     | 8,78        |               |               |       |
| Myriam Martin         | LFI    | LFI - PG - E! - GDS - NPA                   | 76.380      | 5,06        |               |               |       |
| Malena Adrada         | LEXG   | LO                                          | 26.720      | 1,77        |               |               |       |
| Jean-Luc Davezac      | LREG   | OPN - RES - PRS                             | 11.509      | 0,76        |               |               |       |
| Anthony Le Boursicaud | DIV    | -                                           | 6.199       | 0,41        |               |               |       |
| Totale                | Totale | Totale                                      | 1.509.153   |             | 1.526.855     |               | 158   |

Paesi della Loira

| Capilista             | Nuance | Partiti                              | Primo turno | Primo turno | Secondo turno | Secondo turno | Seggi |
| Capilista             | Nuance | Partiti                              | Voti        | %           | Voti          | %             | Seggi |
| --------------------- | ------ | ------------------------------------ | ----------- | ----------- | ------------- | ------------- | ----- |
| Christelle Morançais  | LUCD   | LR - UDI                             | 278.921     | 34,29       | 392.645       | 46,45         | 57    |
| Matthieu Orphelin     | LUGE   | EÉLV - LFI - G.s - GÉ                | 152.094     | 18,70       | 294.727       | 34,87         | 24    |
| Hervé Juvin           | LRN    | RN - LDP - PL                        | 101.922     | 12,53       | 88.596        | 10,48         | 7     |
| François de Rugy      | LUC    | LREM - MoDem - Agir - TdP - PÉ       | 97.381      | 11,97       | 69.339        | 8,20          | 5     |
| Guillaume Garot       | LUG    | PS - PRG - PCF - PP - ND - GRS - GDS | 132.644     | 16,31       | -             | -             | -     |
| Cécile Bayle de Jessé | LDSV   | DLF - CNIP                           | 24.078      | 2,96        |               |               |       |
| Eddy Le Beller        | LEXG   | LO                                   | 21.404      | 2,63        |               |               |       |
| Linda Rigaudeau       | DIV    | -                                    | 4.873       | 0,60        |               |               |       |
| Totale                | Totale | Totale                               | 813.317     |             | 845.307       |               | 93    |

Provenza-Alpi-Costa Azzurra

| Capilista             | Nuance | Partiti                                                   | Primo turno | Primo turno | Secondo turno | Secondo turno | Seggi |
| Capilista             | Nuance | Partiti                                                   | Voti        | %           | Voti          | %             | Seggi |
| --------------------- | ------ | --------------------------------------------------------- | ----------- | ----------- | ------------- | ------------- | ----- |
| Renaud Muselier       | LLR    | LR - LREM - UDI - LC - LMR - SL - MR - MoDem - Agir - LFA | 368.932     | 31,91       | 704.428       | 57,30         | 84    |
| Thierry Mariani       | LRN    | RN - LDP - PL - LAF                                       | 420.602     | 36,38       | 524.881       | 42,70         | 39    |
| Jean-Laurent Félizia  | LUGE   | EÉLV - PS - PCF - G.s - GRS - GÉ - PRG - MdP              | 195.224     | 16,89       | -             | -             | -     |
| Jean-Marc Governatori | LECO   | CÉ - PA                                                   | 60.991      | 5,28        |               |               |       |
| Isabelle Bonnet       | LEXG   | LO                                                        | 31.886      | 2,76        |               |               |       |
| Noël Chuisano         | LDSV   | DLF                                                       | 31.197      | 2,70        |               |               |       |
| Hervé Guerrera        | LREG   | POC - RPS - E! - PNO                                      | 25.212      | 2,18        |               |               |       |
| Valérie Laupies       | LDSV   | LS                                                        | 19.144      | 1,66        |               |               |       |
| Mikael Vincenzi       | DIV    | -                                                         | 2.838       | 0,25        |               |               |       |
| Totale                | Totale | Totale                                                    | 1.156.026   |             | 1.229.309     |               | 123   |

Francia d'oltremare
Guadalupa

| Capilista                | Nuance | Partiti                          | Primo turno | Primo turno | Secondo turno | Secondo turno | Seggi |
| Capilista                | Nuance | Partiti                          | Voti        | %           | Voti          | %             | Seggi |
| ------------------------ | ------ | -------------------------------- | ----------- | ----------- | ------------- | ------------- | ----- |
| Ary Chalus               | LDVC   | GUSR - LREM - MoDem - Agir - TdP | 45.110      | 49,31       | 77.475        | 72,43         | 33    |
| Josette Borel-Lincertin  | LSOC   | FGPS - CELV                      | 15.900      | 17,38       | 29.485        | 27,57         | 8     |
| Ronald Selbonne          | LREG   | ANG - UPLG                       | 8.591       | 9,39        |               |               |       |
| Max Mathiasin            | LDVG   | PPDG - PSG                       | 5.090       | 5,56        |               |               |       |
| Sonia Petro              | LLR    | LR - UDI                         | 3.370       | 3,68        |               |               |       |
| Maxette Pirbakas-Grisoni | LDVD   | RN                               | 3.131       | 3,42        |               |               |       |
| Éric Coriolan            | DIV    | -                                | 2.638       | 2,88        |               |               |       |
| Jean-Marie Nomertin      | LEXG   | CO                               | 2.443       | 2,67        |               |               |       |
| Alain Plaisir            | LREG   | CIPPA                            | 2.324       | 2,54        |               |               |       |
| Christelle Nanor         | LDIV   | LGCA                             | 1.287       | 1,41        |               |               |       |
| Willy William            | DIV    | -                                | 1.069       | 1,17        |               |               |       |
| Tony Delannay            | LDIV   | DLF                              | 532         | 0,58        |               |               |       |
| Totale                   | Totale | Totale                           | 91.485      |             | 106.960       |               | 41    |

Guyana francese

| Capilista          | Nuance | Partiti                                | Primo turno | Primo turno | Secondo turno | Secondo turno | Seggi |
| Capilista          | Nuance | Partiti                                | Voti        | %           | Voti          | %             | Seggi |
| ------------------ | ------ | -------------------------------------- | ----------- | ----------- | ------------- | ------------- | ----- |
| Gabriel Serville   | LDVG   | Péyi Guyane - LFI - G.s - MJR - FOAG   | 9.506       | 27,67       | 25.342        | 54,83         | 35    |
| Rodolphe Alexandre | LREG   | GR                                     | 15.017      | 43,72       | 20.876        | 45,17         | 20    |
| Jean-Paul Fereira  | LUGE   | AGEG - PSG - GÉ - MDES - Walwari - NFG | 8.017       | 23,34       |               |               |       |
| Jessi Americain    | LDIV   | -                                      | 1.811       | 5,27        |               |               |       |
| Totale             | Totale | Totale                                 | 34.351      |             | 46.218        |               | 55    |

La Riunione

| Capilista           | Nuance | Partiti                 | Primo turno | Primo turno | Secondo turno | Secondo turno | Seggi |
| Capilista           | Nuance | Partiti                 | Voti        | %           | Voti          | %             | Seggi |
| ------------------- | ------ | ----------------------- | ----------- | ----------- | ------------- | ------------- | ----- |
| Huguette Bello      | LUG    | PLR - LFI - CO          | 47.899      | 20,74       | 152.639       | 51,85         | 29    |
| Didier Robert       | LUCD   | PR - LR - MR            | 71.798      | 31,09       | 141.745       | 48,15         | 16    |
| Ericka Bareigts     | LUG    | PS - PCR - G.s - Banian | 42.682      | 18,48       |               |               |       |
| Vanessa Miranville  | LDVG   | CREA                    | 22.879      | 9,91        |               |               |       |
| Patrick Lebreton    | LDVG   |                         | 17.977      | 7,78        |               |               |       |
| Olivier Hoarau      | LDVG   | Ansanm                  | 9.800       | 4,24        |               |               |       |
| Philippe Cadet      | LECO   | RCR                     | 6.107       | 2,64        |               |               |       |
| Jean-Pierre Marchau | LECO   | EÉLV - GÉ - PP - PERG   | 4.632       | 2,01        |               |               |       |
| Joseph Rivière      | LRN    | RN                      | 4.012       | 1,74        |               |               |       |
| Jean-Yves Payet     | LEXG   | LO                      | 2.627       | 1,14        |               |               |       |
| Corinne de Flore    | LDVD   | CPDF                    | 506         | 0,22        |               |               |       |
| Totale              | Totale | Totale                  | 230.919     |             | 294.384       |               | 45    |

Martinica

| Capilista           | Nuance | Partiti            | Primo turno | Primo turno | Secondo turno | Secondo turno | Seggi |
| Capilista           | Nuance | Partiti            | Voti        | %           | Voti          | %             | Seggi |
| ------------------- | ------ | ------------------ | ----------- | ----------- | ------------- | ------------- | ----- |
| Serge Letchimy      | LDVG   | PPM - BPM - MPF    | 30.267      | 31,66       | 50.104        | 37,72         | 26    |
| Alfred Marie-Jeanne | LREG   | MIM - PALIMA - MÉ  | 24.664      | 25,80       | 46.857        | 35,27         | 14    |
| Catherine Conconne  | LDVC   | -                  | 10.166      | 10,63       | 19.218        | 14,47         | 6     |
| Jean-Philippe Nilor | LREG   | Péyi-A - RDM - LFI | 11.481      | 12,01       | 16.664        | 12,54         | 5     |
| Yan Monplaisir      | LDVD   | LR                 | 4.470       | 4,68        |               |               |       |
| Philippe Jock       | LDVC   | -                  | 3.747       | 3,92        |               |               |       |
| Béatrice Bellay     | LDVG   | FSM                | 3.407       | 3,56        |               |               |       |
| Olivier Bérisson    | LEXG   | MUN                | 2.135       | 2,23        |               |               |       |
| Max Orville         | LMDM   | MoDem              | 1.379       | 1,44        |               |               |       |
| Ralph Monplaisir    | LDVC   | LREM               | 1.042       | 1,09        |               |               |       |
| Guy Ferdinand       | LDIV   | -                  | 1.018       | 1,06        |               |               |       |
| Marcel Sellaye      | LEXG   | GRS                | 661         | 0,69        |               |               |       |
| Philippe Petit      | LUGI   | UDI - UDÉM         | 612         | 0,64        |               |               |       |
| Gabriel Jean-Marie  | LEXG   | CO                 | 565         | 0,59        |               |               |       |
| Totale              | Totale | Totale             | 95.614      |             | 132.843       |               | 51    |